# Ḥatimâ
 (février 2024).
Si vous disposez d'ouvrages ou d'articles de référence ou si vous connaissez des sites web de qualité traitant du thème abordé ici, merci de compléter l'article en donnant les références utiles à sa vérifiabilité et en les liant à la section « Notes et références ».
Ḥatimâ est la clausule finale des bénédictions juives statutaires.
Cette clausule, qui a la forme « béni sois-tu ô (substitut habituel du nom divin), toi qui ... » à quoi l'on répond obligatoirement « amen », reprend en quelques mots le thème principal de la bénédiction. Elle est la réciproque de la formule introductive des bénédictions statutaires (petiḥâ).